# Doble Alianza

La Doble Alianza en 1914, Alemania en azul y Austria-Hungría en rojo.

La Doble Alianza (a menudo llamada también Dúplice Alianza) fue una alianza formada en 1879 entre Alemania y el Imperio austrohúngaro. La alianza constituyó el primero de los acuerdos internacionales firmados por Bismarck durante su etapa pacificadora en cuanto a su política exterior (segundo sistema bismarckiano). En 1882, Italia se adhirió al pacto formándose la llamada Triple Alianza. El objetivo de ambas alianzas era el aislamiento diplomático de Francia para conseguir la paz en Europa.